# Bratislava

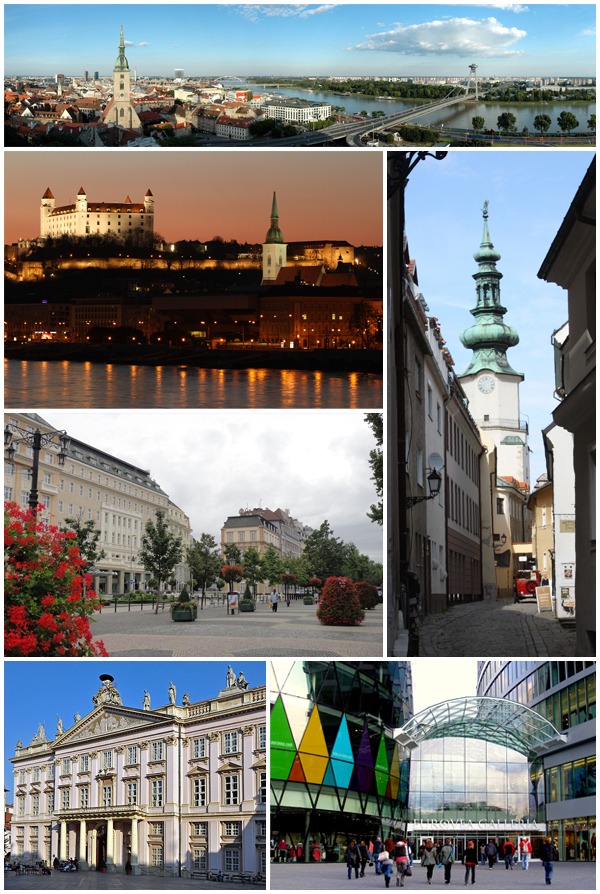

Bratislava (en eslovac   [ˈbracɪslava] (?·pàg.); en hongarès Pózsony, en alemany Pressburg) és la capital d'Eslovàquia, i amb 430.000 habitants, la ciutat més gran del país. A les ribes del Danubi, la ciutat està situada a l'oest del país, molt a prop de les fronteres amb Àustria i Hongria, països que n'havien dirigit els afers polítics durant molt de temps.
La ciutat té la major densitat de població d'Europa Central. Els Carpats comencen en el territori ocupat per la ciutat (Malé Karpaty, «Petits Carpats»). Bratislava és la seu del parlament i govern eslovacs i compta amb una gran oferta artística, cultural i educativa. En els últims anys està patint una gran transformació, tant a nivell de recuperació d'edificis emblemàtics, com en la millora de les deteriorades infraestructures heretades de l'antic règim comunista. La zona més interessant des del punt de vista monumental i artístic és el nucli històric, colorista i acollidor, on es pot gaudir d'una gran varietat de comerços i serveis, encara que els preus són sensiblement superiors als d'altres zones de la ciutat, i per descomptat dupliquen o tripliquen als de l'interior del país. Menció especial mereix també el port fluvial, on es poden veure vaixells mercants i una gran activitat.
El Castell de Bratislava va ser erigit en el segle xv durant el regnat de Segimon de Luxemburg (Zigmund Luxenbourg). El 1811, un incendi va destruir el castell, així com gran part del caseriu del voltant, i, posteriorment, es va dur a terme una reconstrucció del conjunt. Actualment, el castell disposa del Museu Nacional Eslovac, que abasta exhibicions arqueològiques, històriques i artístiques.

## Toponímia

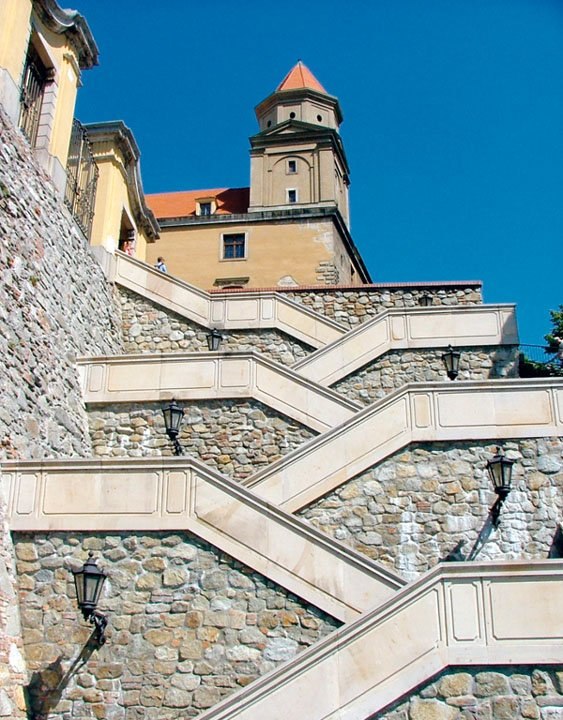
Escales cap al castell

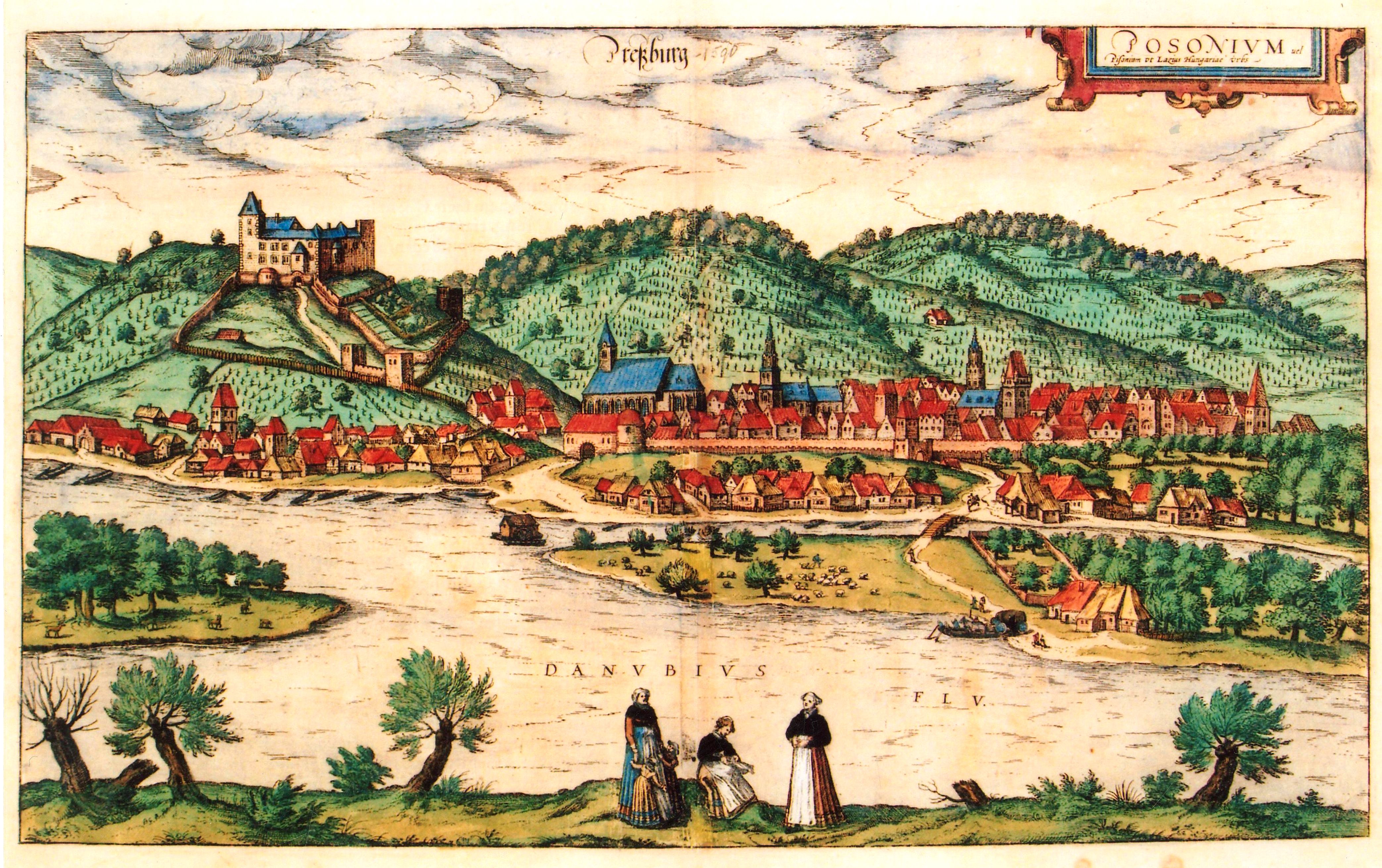
Bratislava al

La primera referència escrita prové dels Annales Iuvavenses, en què és anomenada com Brezalauspurc, en relació amb les batalles entre els bàvars i els hongaresos, que tingueren lloc davant les muralles del castell de Bratislava el 907. El castell rebé el seu nom, o bé de Predslav, tercer fill del rei Svatopluk I, o bé del noble local Braslav. Aquesta antiga variant reapareix sota la variant Braslava o Preslava en monedes encunyades pel rei Esteve I d'Hongria, datades cap a l'any 1000 i en què apareixia el lema «Preslavva Civitas». Caps a la fi de l'edat mitjana el nom troba la seva forma final de Pressburg en alemany i la forma eslovaca derivada de Prešporok. Tot i que Pressburg fou el nom oficial fins al 1919, els hongaresos utilitzaren el nom de Pozsony, escrit Posony abans del segle xix, i que encara és utilitzat pels hongaresos. El nom podria derivar de Poson, un governant del castell de Bratislava del segle xi. El nom llatí de Posonium deriva de l'hongarès. A més d'aquests noms, en documents del Renaixement s'anomena la ciutat 'Ιστροπόλις (Istropolis), que significa «Ciutat del Danubi» en grec antic.

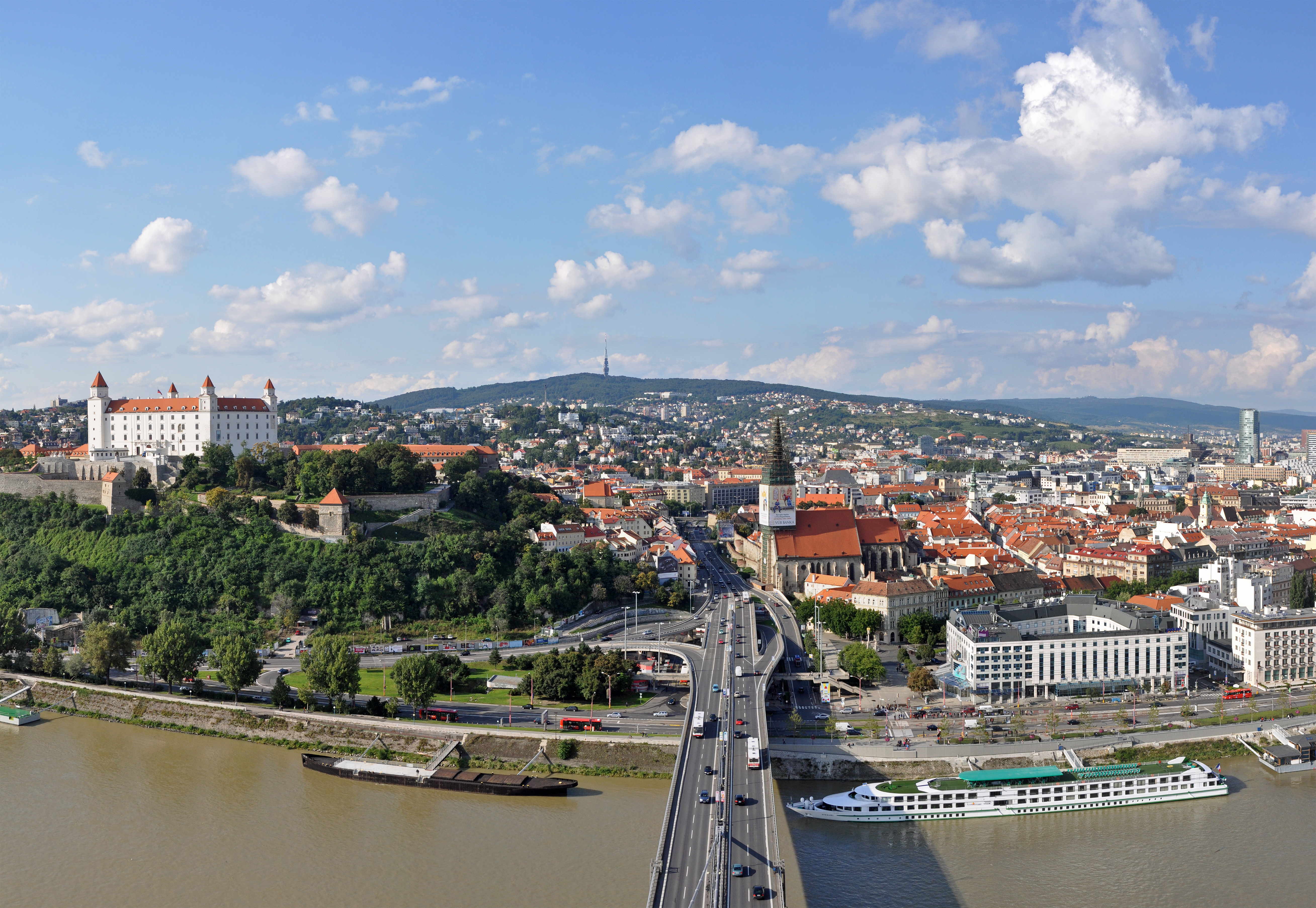
Vista de Bratislava.

L'actual nom de Bratislava té el seu origen el 1837, quan l'eslavista Pavel Josef Šafárik reconstruí una variant d'aquest nom, Břetislaw, a partir de noms antics, creient que derivaven del nom del governant Bretislaus I de Bohèmia. Aquest nom fou utilitzat en primera instància pels membres del moviment eslovac el 1844 com Bratislav. | Després de la Primera Guerra Mundial, els diputats no eslovacs intentaren canviar de nom la ciutat amb el de «Ciutat Wilson» en honor del president dels Estats Units Woodrow Wilson, intentant evitar l'annexió per part de Txecoslovàquia. La proposta fou rebutjada i el nom oficial de la ciutat esdevingué Bratislava el març del 1919, després que la ciutat passés a formar part de Txecoslovàquia.

## Història

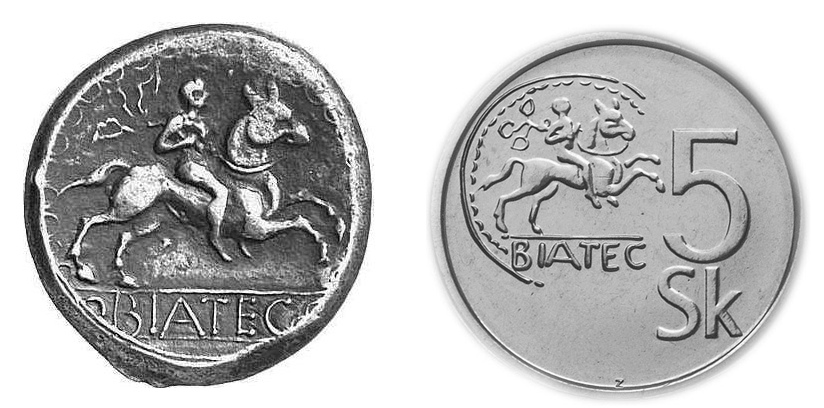
Un biatec original i una rèplica seva en una moneda de 5 corones.

El primer assentament permanent de la zona començà amb la cultura de la ceràmica de bandes, al voltant de l'any 5000 aC, al Neolític. Al voltant del 200 aC la tribu celta dels bois fundà el primer assentament important, una població fortificada coneguda com un oppidum, i també hi establí una seca que produïa monedes de plata conegudes com a biatecs. La zona caigué sota la influència de l'Imperi Romà des del segle i fins al segle iv i formà part del limites romani, un sistema de defensa de fronteres. Els romans hi introduïren la vinya i s'inicià una tradició d'elaboració de vi que encara perdura avui dia.
Els avantpassats eslaus dels moderns eslovacs arribaren entre els segles v i vi durant les invasions bàrbares. Com a resposta a atacs pels àvars de Pannònia, les tribus eslaves locals s'hi rebel·laren i crearen l'Imperi de Samo (623-658), la primera entitat política eslava coneguda. Al segle ix els castells de Devín i Bratislava eren centres importants dels estats eslaus del Principat de Nitra i la Gran Moràvia. La primera referència escrita a la ciutat data del 907 i està relacionada amb la caiguda de la Gran Moràvia en virtut dels atacs dels hongaresos.
Al segle x el territori de Bratislava (el que després seria el comtat de Pressburg) passà a ser part d'Hongria (que s'anomenava Regne d'Hongria des de l'any 1000) i esdevingué una ciutat clau per a l'economia i centre administratiu a la frontera del regne. La posició estratègia de la ciutat la destinà a ser el lloc d'atacs i batalles freqüents, però també la portà a un gran desenvolupament econòmic i a un alt estatus polític. Bratislava va rebre els seus primers privilegis com a ciutat el 1291 per Andreu III i fou declarada ciutat reial el 1405 pel rei Segimon I, qui determinà el 1436 que la vila tenia dret a utilitzar el seu propi escut d'armes.
Després de la batalla de Mohács de 1526, quan el Regne d'Hongria fou derrotat per l'Imperi Otomà, els turcs assetjaren Bratislava, però no la conqueriren. A causa dels avanços otomans en territori hongarès, Bratislava fou designada la nova capital d'Hongria el 1536, passant a formar part dels territoris governats per la Dinastia dels Habsburg, la monarquia que marca el començament d'una nova era. Bratislava esdevingué una ciutat de coronació i la seu dels reis, arquebisbes (1543), noblesa i totes les principals organitzacions i oficines. Entre el 1536 i el 1830, reis i reines foren coronats a la Catedral de Bratislava. Tanmateix, el segle xvii es caracteritzà pels aixecaments anti-Habsburg, la lluita contra els turcs, inundacions, plagues i d'altres desastres.
La Reforma Protestant arribà a la segona meitat del segle xvi i trobà un suport sobretot en les classes urbanes. Com a resultat de les insurreccions freqüents contra els Habsburg (catòlics), els suburbis foren devastats. La ciutat i el castell foren conquerits pels insurgents en diverses ocasions, i hagueren de ser reconquerits per les tropes imperials. Aquest període d'aixecaments acabà el 1711 amb la firma del Tractat de Szatmár.

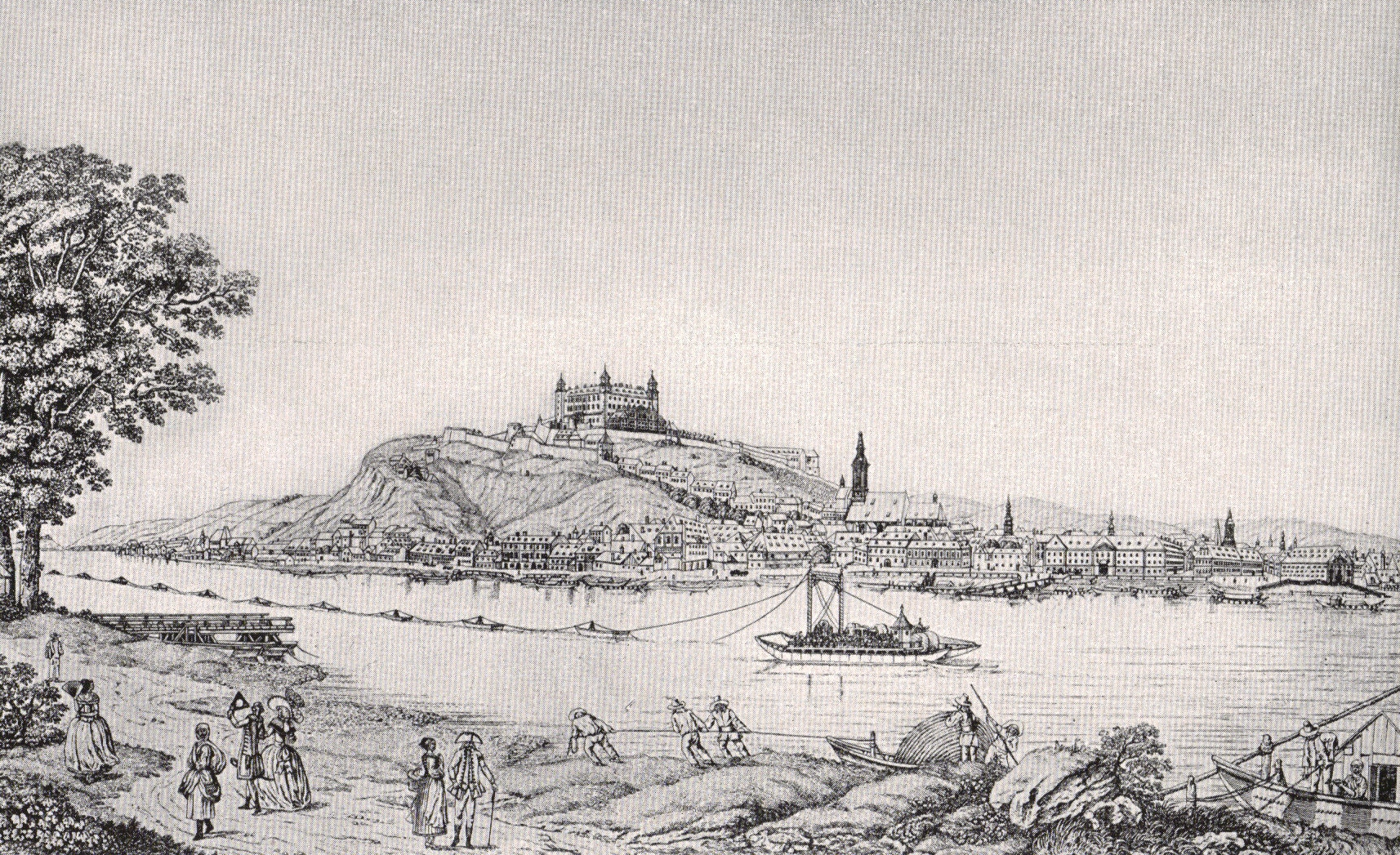
Bratislava en un dibuix de 1787.

Bratislava florí durant el segle xviii durant el regnat de Maria Teresa I d'Àustria, convertint-se en la ciutat més gran i important del territori de les actuals Eslovàquia i Hongria. La població es triplicà, s'hi construïren nous palaus, monestirs, carrers i la vila esdevingué el centre de la vida social i cultural de la regió. Tanmateix, la ciutat començà a perdre la seva importància sota el regnat del fill de Maria Teresa, Josep II, en especial quan les joies de la corona foren portades a Viena el 1783 en un intent d'enfortir la unió entre Àustria i Hongria. Moltes oficines centrals es traslladaren posteriorment a Buda, seguits per un ampli sector de la noblesa. Bratislava es convertí en un centre per al moviment nacional d'Eslovàquia: el 1783 s'hi fundà el primer diari en eslovac, Preespurske Nowiny, i la primera novel·la que es publicà en llengua eslovaca.
La història de Bratislava del segle xix està estretament vinculada als esdeveniments més importants a Europa. El Tractat de Pressburg entre França i Àustria es signà a Bratislava el 1805. El castell de Devín fou arruïnat per les tropes franceses de Napoleó Bonaparte el 1809 i el castell de Bratislava destruït per un incendi el 1811. Com una reacció a les revolucions de 1848, Ferran V signà les anomenades Lleis de Març, que inclouen l'abolició del servatge de la gleva, al Palau Primacial. La indústria cresqué ràpidament durant el segle xix. La primera línia de tren al territori de l'actual Eslovàquia, de Bratislava a Svätý Jur, fou construïda el 1840. Una nova línia per a ús de locomotores de vapor de Viena s'inaugurà el 1848. Moltes de les noves indústries, financeres i d'altres institucions foren fundades, el primer banc d'Eslovàquia, per exemple, fou fundat el 1842. El primer pont permanent de la ciutat sobre el Danubi, l'Starý Most, fou construït el 1891.

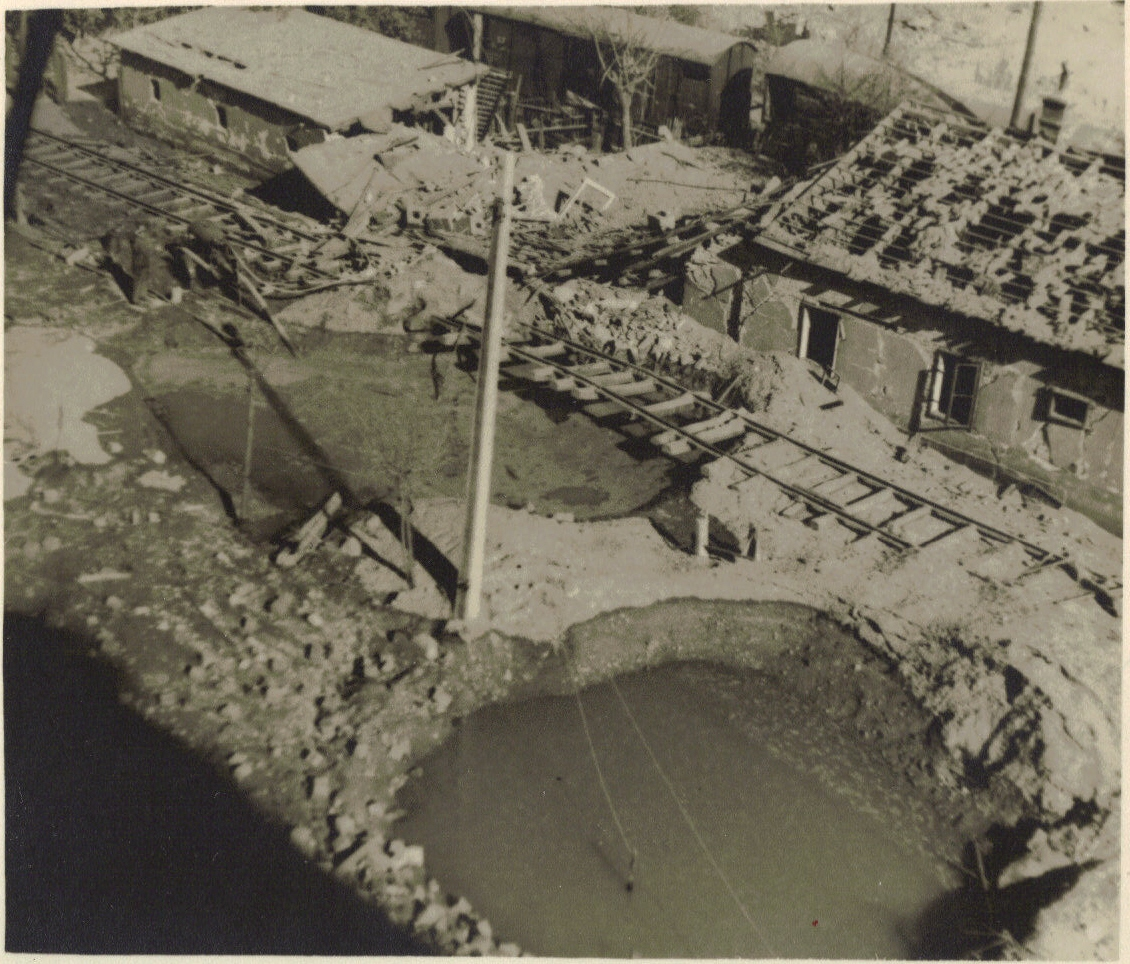
Danys produïts pels bombardejos dels Aliats de la Segona Guerra Mundial a la planta industrial de la companyia Apolo, a Bratislava, setembre de 1944.

Després de la Primera Guerra Mundial i la formació de Txecoslovàquia el 28 d'octubre de 1918, Bratislava s'incorporà al nou estat tot i la renúncia dels seus representants. La dominant població hongaresa i alemanya tractaren d'impedir l'annexió de Bratislava, i Txecoslovàquia la declarà ciutat lliure. Tanmateix, les legions txecoslovaques arribaren a la ciutat el gener de 1919 per unir-la al país. La ciutat es convertí immediatament en la seu dels òrgans polítics i organitzacions d'Eslovàquia, essent preferida abans que Martin o Nitra a causa de la seva importància econòmica i la seva posició estratègia al Danubi. El 27 de març de 1919, el nom de 'Bratislava' fou adoptat oficialment per primer cop.
El 1938 l'Alemanya nazi annexionà la veïna Àustria a l'anomenat Anschluss; més endavant aquell any s'annexiona els encara municipis independents de Petržalka i Devín al·legant motius ètnics. Bratislava fou declarada capital de la Primera República d'Eslovàquia (1929-1945) el 14 de maig de 1939, formalment independent, però sota control d'Alemanya. El 1941 - 1942 i 1944 - 1945 el nou Govern Eslovac de Bratislava expulsà la majoria de jueus, uns 15.000, la major part dels quals foren enviats a camps de concentració. La vila fou bombardejada pels aliats, ocupada per les tropes alemanyes el 1944 i, finalment, alliberada per l'Exèrcit Roig de la Unió Soviètica el 4 d'abril de 1945. Al final de la Segona Guerra Mundial, la majoria dels alemanys de Bratislava foren evacuats per les autoritats alemanyes, els pocs que hi tornaren després de la guerra foren expulsats en virtuts dels decrets Beneš.

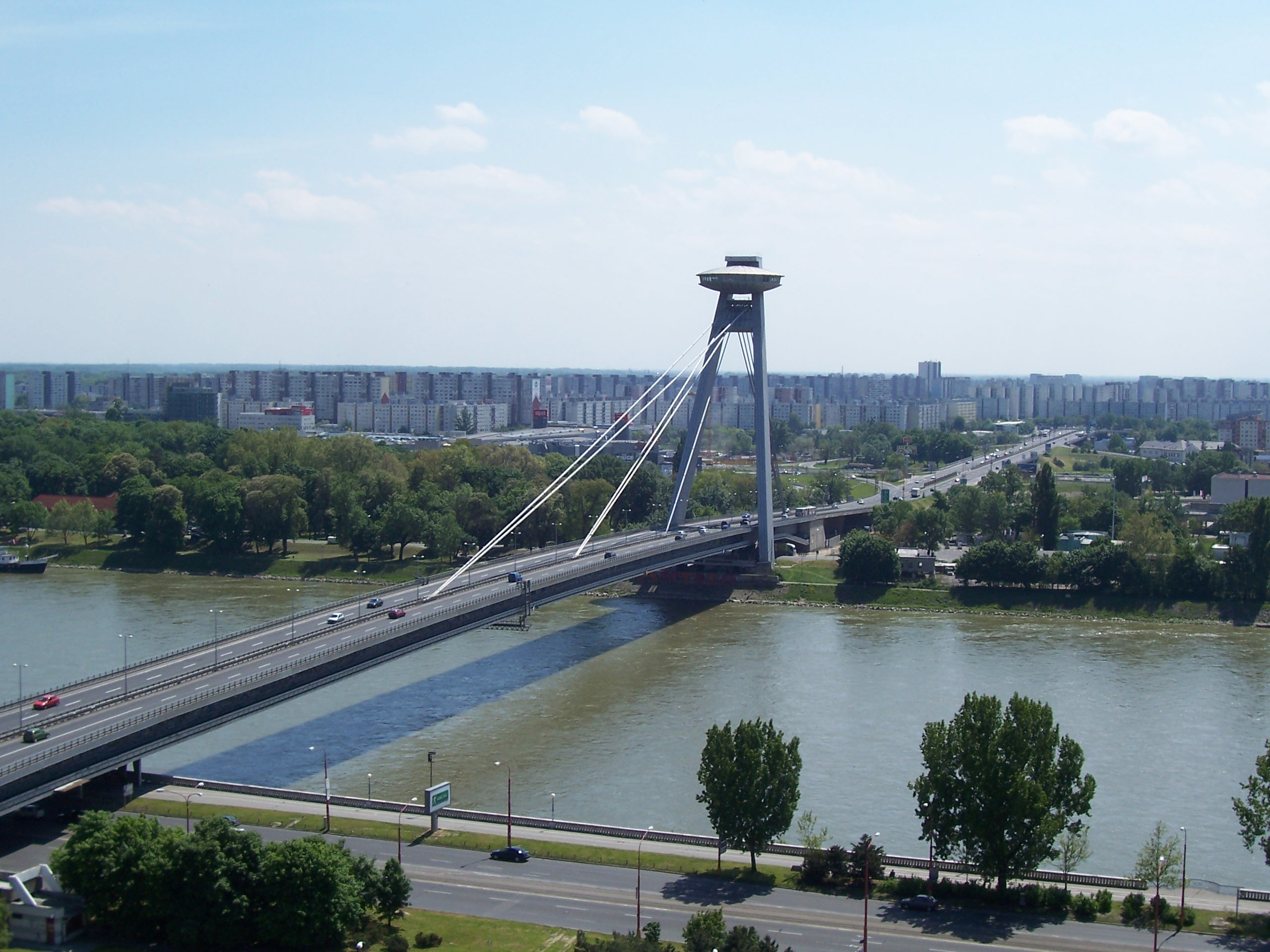
El pont Nový Most i el barri de Petržalka des del castell de Bratislava.

Després que el Partit Comunista prengués el poder de Txecoslovàquia el febrer de 1948, la ciutat passà a formar part del Bloc de l'Est. La ciutat figura a l'annex de noves terres, i la població augmentà considerablement, convertint-se en el 90% d'Eslovàquia. S'hi construïren grans zones residencials amb edificis panelák, com al municipi de Petržalka. El govern comunista construí diversos dels nous edificis emblemàtics, com el pont Nový Most, que creua el Danubi, i la seu de la Ràdio Eslovaca.
El 1968, després de les reformes d'Alexander Dubček i el període conegut com a Primavera de Praga, la ciutat patí l'ocupació de les tropes del Pacte de Varsòvia. Poc després, la ciutat esdevingué la capital de la República Socialista Eslovaca, un dels dos estats de la federalitzada Txecoslovàquia. Els dissidents de Bratislava preveieren la caiguda del comunisme amb la demostració de les espelmes de Bratislava el 1988, i la ciutat es convertí en un dels principals centres de la Revolució de Vellut el 1989.
El 1993 es produí la dissolució de Txecoslovàquia, i Bratislava es convertí en la capital de la República Eslovaca. La dècada del 1990 i començaments del segle xxi, l'economia de la ciutat tingué un gran auge a causa de la inversió estrangera. La ciutat, a l'alça, també acollí diversos esdeveniments culturals i polítics, com la Cimera del 2005 celebrada a Eslovàquia, entre George W. Bush i Vladímir Putin.

## Geografia
Bratislava és la capital d'Eslovàquia, es troba al centre d'Europa i al sud-oest del país. La seva ubicació prop de la frontera amb Àustria, a l'oest i Hongria al sud fa que sigui l'única capital d'un país al món que té frontera amb dos països. És només a 62 km de la frontera amb la República Txeca i a només 60 km de Viena.
La ciutat té una superfície total de 367,58 km², per la qual cosa és la segona ciutat més gran d'Eslovàquia per superfície (després de Vysoké Tatry). Bratislava es troba a tots dos costats del riu Danubi, que creua la ciutat des de l'oest fins al sud-est. La conca del Danubi Mitjà comença a la Porta Devín, a l'oest. D'altres rius propers són el Morava, que forma la frontera nord-occidental de la ciutat i desemboca al Danubi a Devín i els rius Petit Danubi i Vydrica, que desemboquen també al Danubi, al municipi de Karlova Ves. Algunes parts de Bratislava, com Devín i Devínska Nová Ves, són vulnerables a les inundacions. Per això hi ha proteccions a totes dues vores del riu.

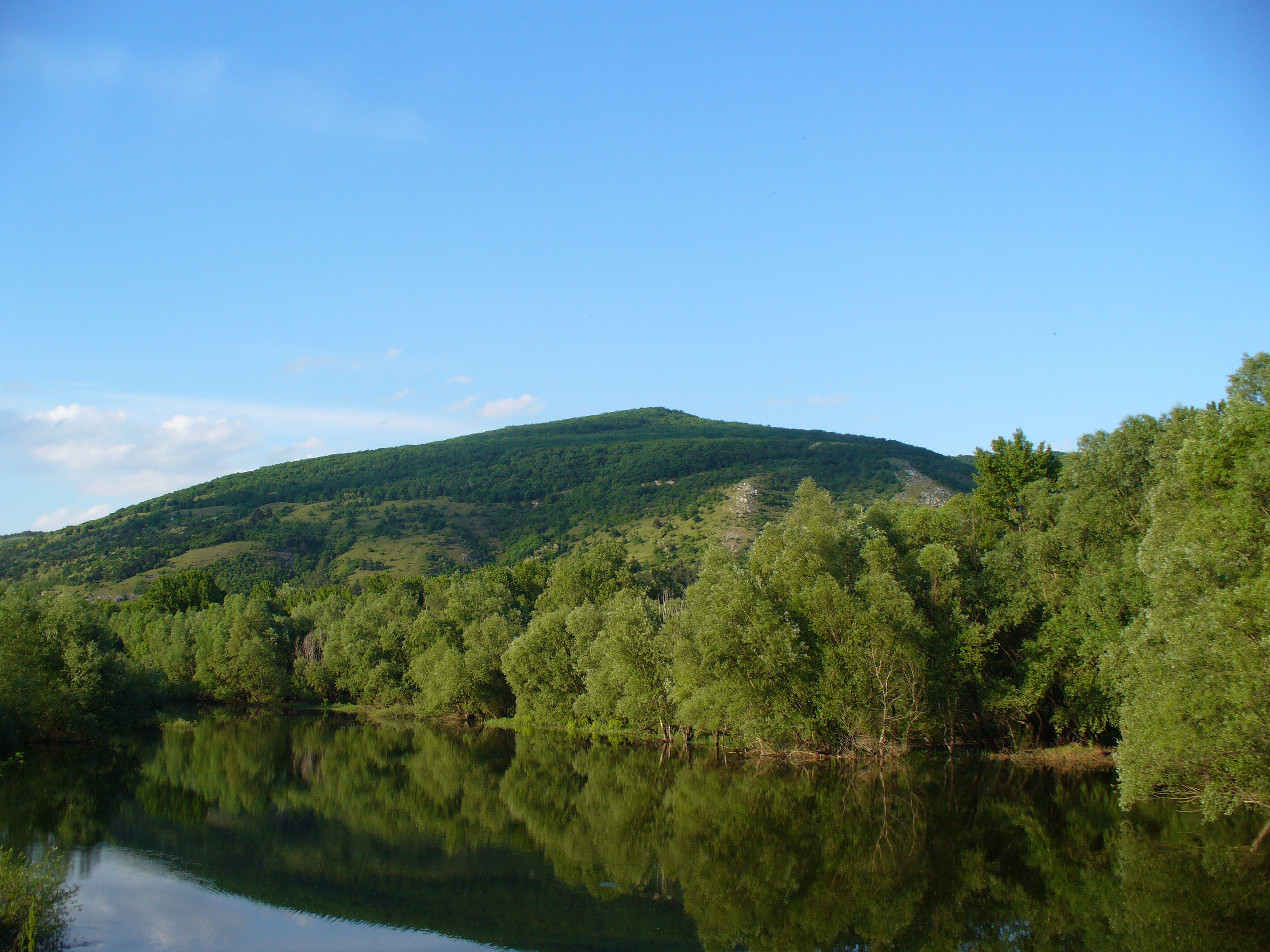
El punt més alt de Bratislava, Devínska Kobyla, vist des de Devín.

La serralada dels Carpats comença a la ciutat en el que s'anomena Carpats Petits (Malé Karpaty). L'àrea inclou el Parc Forestal de Bratislava, que és molt popular entre molts habitants de la ciutat i és part de la zona paisatgística protegida dels Carpats Petits. La ciutat és el punt més baix en la superfície del Danubi, amb 126 metres sobre el nivell del mar, i el punt més alt és Devínska Kobyla, amb 514 metres. L'alçada mitjana és de 140 metres.
Les ciutats i viles més properes són: al nord, Stupava, Borinka i Svätý Jur; a l'est, Ivanka pri Dunaji i Most pri Bratislave; al sud-est, Rovinka, Dunajská Lužná i Šamorín; al sud Rajka (Hongria) i a l'oest Kittsee (Àustria), Hainburg an der Donau (Àustria) i Marchegg (Àustria).

### Distància a algunes ciutats europees
Bratislava es troba a 62 km de Viena, 196 de Budapest, 324 de Praga, 569 de Belgrad, 769 de Zúric, 1.266 de París, 1.273 d'Amsterdam, 1.314 de Roma, 1.473 d'Istanbul, 1.602 de Londres, 1.735 d'Estocolm, 1.886 d'Atenes, 1.895 de Barcelona i 2.104 de Moscou.

### Clima
Bratislava es troba a la zona temperada i té un clima continental amb quatre estacions. Amb una marcada variació entre els estius càlids i els hiverns freds i humits, la ciutat és una de les més càlides i seques d'Eslovàquia. En els darrers anys, la transició de l'estiu a l'hivern i de l'hivern a l'estiu és molt ràpida, amb períodes curts de tardor i primavera. La neu es produeix cada any amb menor freqüència. Algunes parts de Bratislava, sobretot Devín i Devínska Nová Ves, són vulnerables a les inundacions dels rius Morava i Danubi.
|                                       | Gen | Feb | Mar | Abr | Maig | Jun | Jul | Ago | Set | Oct | Nov | Des | Any |
| ------------------------------------- | --- | --- | --- | --- | ---- | --- | --- | --- | --- | --- | --- | --- | --- |
| Temperatura mitjana màxima (°C)       | 2   | 4   | 10  | 15  | 20   | 23  | 26  | 26  | 21  | 15  | 7   | 3   | 15  |
| Temperatura mitjana mínima (°C)       | -3  | -2  | 1   | 4   | 9    | 12  | 14  | 13  | 10  | 5   | 1   | -1  | 5   |
| Precipitacions mitjanes mensuals (cm) | 3   | 4   | 3   | 3   | 5    | 7   | 6   | 6   | 3   | 4   | 5   | 5   | 58  |

## Paisatge urbà i arquitectura
La ciutat de Bratislava es caracteritza per torres medievals i grans edificis del segle xx, però ha experimentat una transformació profunda en una explosió de construcció a començament del segle xxi.

### Ciutat

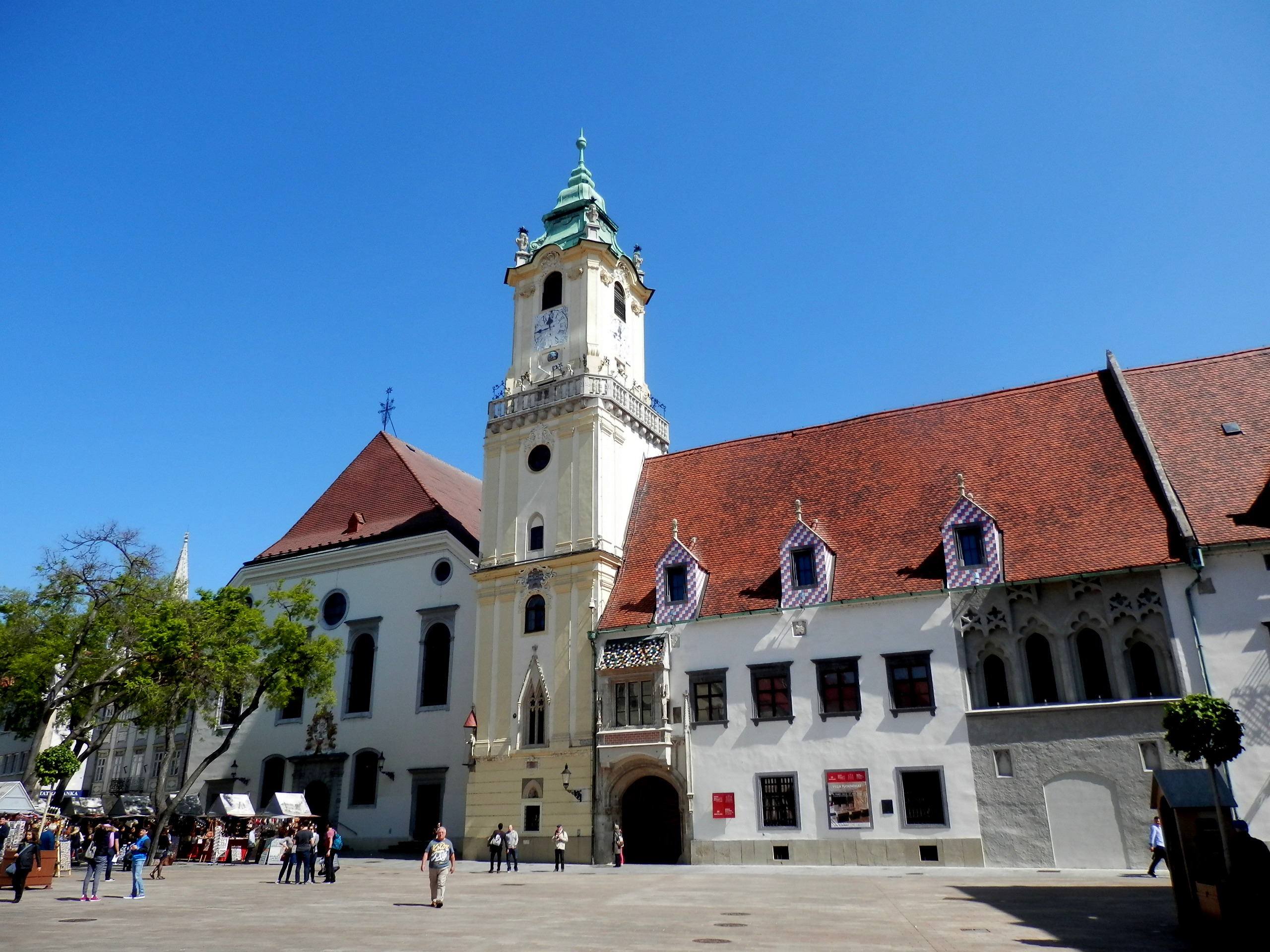
L'Antic Ajuntament, vist des de la Plaça d'Armes.

La majoria dels edificis històrics estan situats a la ciutat vella. L'Ajuntament de Bratislava és un complex de tres edificis construïts als segles XIV al XV i en l'actualitat és seu del Museu de la ciutat de Bratislava. La Porta de Miquel (Michalská brána) és l'única porta que s'ha preservat de les fortificacions medievals, i figura entre els edificis més antics de la ciutat; la casa més estreta d'Europa està a la zona propera. L'edifici de la Biblioteca de la Universitat, erigit el 1756, va ser utilitzat per la Dieta (Parlament) del Regne d'Hongria de 1802 a 1848. Gran part de la important legislació de l'Era de Reformes hongareses (com l'abolició de la servitud i la fundació de l'Acadèmia de Ciències d'Hongria) es va promulgar allí.
El centre històric es caracteritza per nombrosos palaus barrocs. El Palau Grassalkovich, construït al voltant de 1760, és ara la residència del president eslovac, i el Govern eslovac té ara la seva seu a l'antic Palau d'Estiu de l'Arquebisbe. El 1805 els diplomàtics dels emperadors Napoleó i Francesc I d'Àustria van signar el Tractat de Presburg en el Palau Primacial, després de la victòria de Napoleó a la batalla d'Austerlitz. Algunes cases més petites són històricament significatives, ja que el compositor Johann Nepomuk Hummel va néixer en una casa del segle xviii a la Ciutat Vella.
Les esglésies notables inclouen la catedral de Sant Martí, construïda en estil gòtic dels segles xiii al xvi, que va servir com a església de coronació dels monarques del Regne d'Hongria entre 1563 i 1830. L'església dels Franciscans, que data del segle xiii, ha estat un lloc de cerimònies. És l'edifici sacre més antic de la ciutat. L'Església de Santa Isabel, més coneguda com l'Església Blava a causa del seu color, està construïda totalment en l'estil Art Nouveau.
Una curiositat és la part subterrània (abans a nivell del terreny) restaurada del cementiri jueu del segle xix, on està enterrat el rabí Moshe Sofer, que es troba a la base del castell del pujol a prop de l'entrada a un túnel del tramvia. L'únic cementiri militar de Bratislava és el de Slavín, que es va construir el 1960 en honor dels soldats de l'Exèrcit Roig que van caure durant l'alliberament de Bratislava de les tropes alemanyes. Ofereix una excel·lent vista de la ciutat i dels Petits Carpats.
Altres estructures destacades del segle xx són el Nový Most (Pont Nou), que creua el Danubi i té una torre amb un restaurant en el seu cim des del qual s'aprecia una panoràmica de la ciutat. Una altra és la seu de la Ràdio Eslovaca, en forma de piràmide invertida, i el disseny únic de la torre de televisió Kamzík TV Tower amb una plataforma d'observació i un restaurant giratori. A principi del segle xxi, els nous edificis han transformat el paisatge urbà tradicional. L'auge de la construcció ha generat nous edificis públics, com el Most Apollo (Pont Apol·lo) i un nou edifici per al Teatre Nacional Eslovac, així com promotores immobiliàries.

### Castell de Bratislava

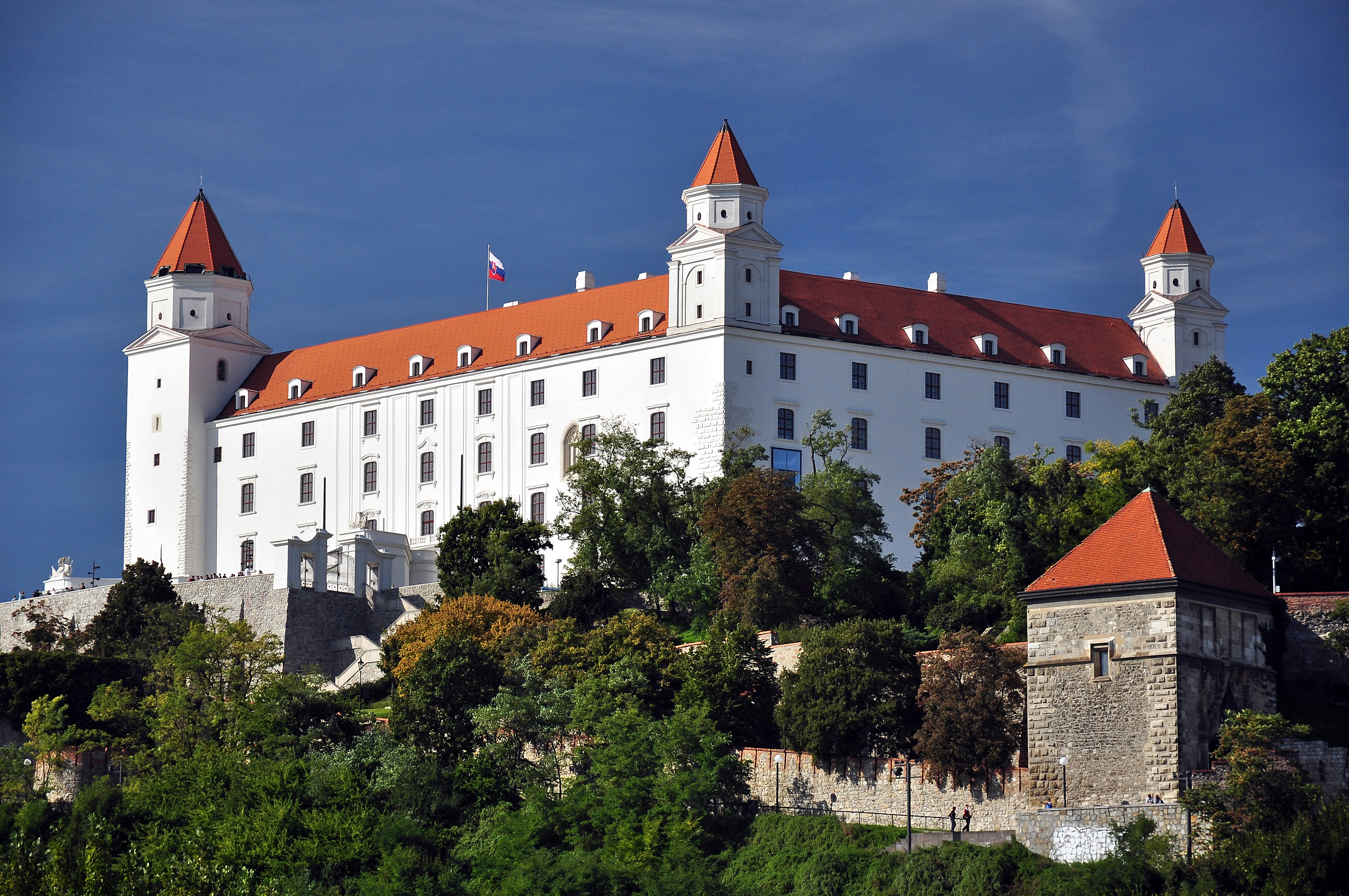
El castell de Bratislava.

Situat en un altiplà de 85 m per sobre del Danubi, el castell de Bratislava és una de les estructures més prominents de la ciutat. El pujol on s'alça el castell ha estat habitat des del període de transició entre l'Edat de Pedra i l'Edat de Bronze, i ha estat a més l'acròpoli d'un poble cèltic, part del Limis Romanus, un enorme assentament fortificat eslau i un centre polític, militar i religiós de Gran Moràvia. El primitiu castell de pedra no va ser construït fins al segle x, quan la zona formava part del Regne d'Hongria. En aquest castell va passar Santa Isabel d'Hongria la infància i la joventut.
El 1430 va ser convertit en una fortalesa gòtica contra els husites durant el regnat de Segismon de Luxemburg. El 1562 es va transformar en un castell renaixentista i va ser remodelat el 1649 en estil barroc. Gràcies a la Reina Maria Teresa I d'Àustria, es va convertir en una prestigiosa seu reial. El 1811 el castell va ser destruït per distracció i va estar en ruïnes fins a la dècada de 1950, quan es va reconstruir en la seva majoria en l'estil de la reina Maria Teresa.

### Castell de Devín

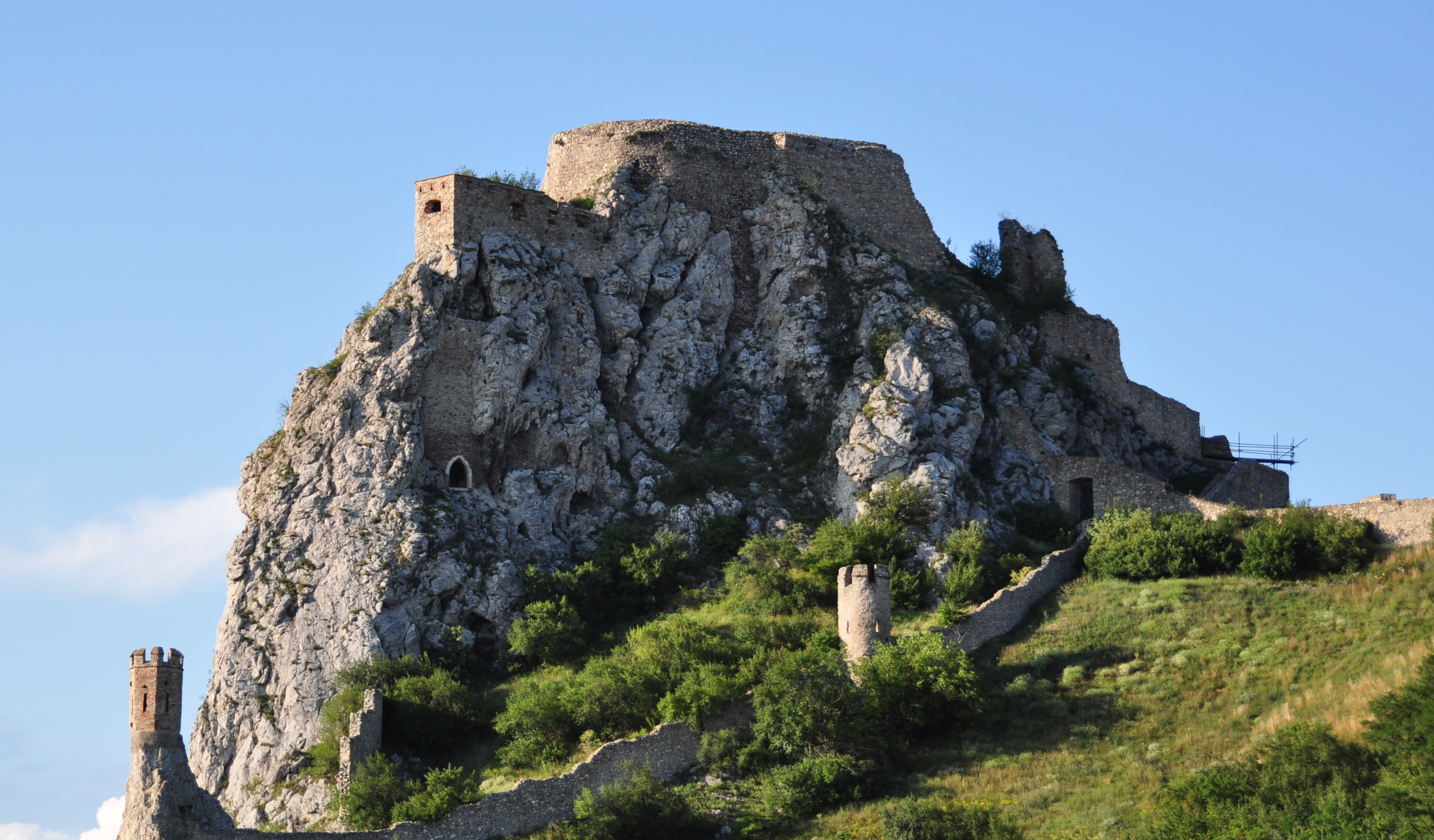
Castell de Devín.

L'arruïnat i recentment renovat Castell de Devín està a Devín, en el cim d'una roca, on el riu Morava, que constitueix la frontera entre Àustria i Eslovàquia, aboca les seves aigües al Danubi. És un dels jaciments arqueològics eslovacs més importants i alberga un museu dedicat a la seva història. A causa de la seva ubicació estratègica, va ser un important castell fronterer de Gran Moràvia i el principi de l'Estat hongarès. Va ser destruït per les tropes de Napoleó el 1809. És un símbol important de la història d'Eslovàquia i dels eslaus.

### Rusovce
La mansió Rusovce, amb el seu parc anglès, està en el municipi de Rusovce. Va ser originalment construïda en el segle xvii i es va transformar entre 1841 i 1844 a l'estil neogòtic anglès. El municipi també és conegut per les ruïnes del campament militar romà de Gerulata, part del Limis de l'Imperi Romà, un sistema de defensa de fronteres. Gerulata va ser construït i utilitzat entre els segles i i iv.

### Parcs i llacs

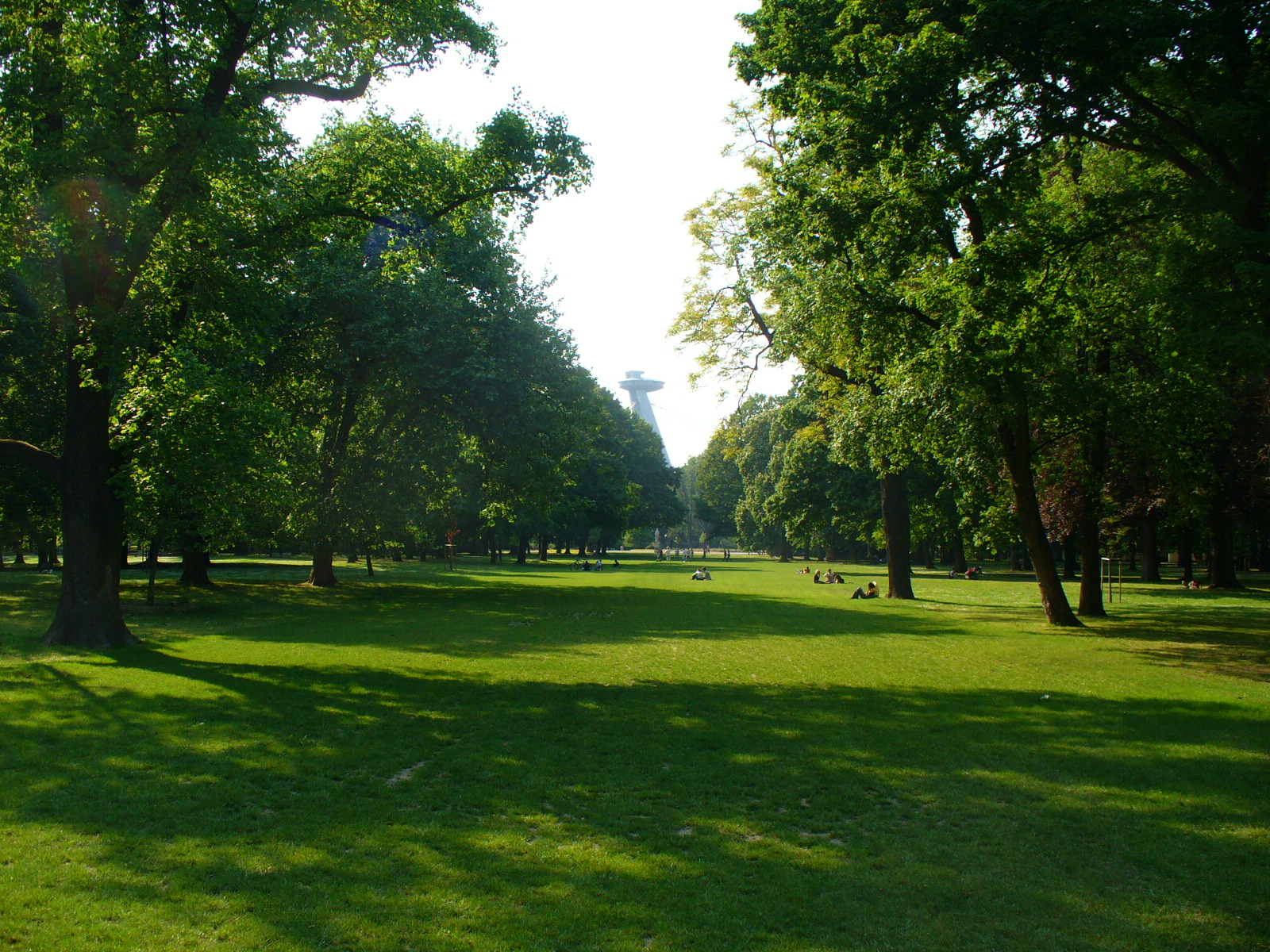
Sad Janka Kráľa a Petržalka.

A causa de la seva ubicació als peus dels Petits Carpats i la seva vegetació ripària en les planes al·luvials del Danubi, Bratislava posseeix boscos a prop del centre de la ciutat. La quantitat total d'espai verd públic és de 46,8 quilòmetres quadrats, o 110 metres quadrats per habitant. El major parc de la ciutat és el parc Horský (literalment, el parc de la muntanya), a la Ciutat Vella. El Parc forestal de Bratislava (Bratislavský lesný) està situat en els Carpats Petits i inclou molts llocs populars entre els visitants, com Železná studienka i Koliba. El Parc Forestal té una superfície de 27,3 km², dels quals el 96% és de bosc, i conté flora i fauna original d'Europa com teixons, guineus vermelles i muflons. A la riba dreta del Danubi, al barri de Petržalka, el parc Janko Kráľ es va crear el 1774 - 1776. Un nou parc està planejat per Petržalka entre els llacs Malamentý Draždiak i Veuľký Draždiak.
El Jardí zoològic de Bratislava es troba a Mlynská dolina, a prop de la seu de la Televisió Eslovaca. El zoològic va ser fundat el 1960 i en l'actualitat alberga 152 espècies d'animals, incloent unes espècies rares com el lleó blanc i el tigre blanc. El Jardí Botànic, que pertany a la Universitat Comenius, es troba a la ribera del Danubi i conté més de 120 espècies nacionals, estrangeres i d'origen exòtic.
La ciutat té una sèrie de llacs naturals i deguts a l'home, la majoria dels quals serveixen per a l'oci, per exemple, el Štrkovec a Ružinov, el Kuchajda a Nové Mesto, els llacs Zlaté Piesky i Vajnory en el nord-est i el Rusovce en el sud, que és popular entre els nudistes.

## Demografia
| Resultats del cens de 2001 |          |            |          |
| Districte                  | Població | Grup ètnic | Població |
| Bratislava I–V             | 428.672  | Eslovacs   | 391.767  |
| Bratislava I               | 44.798   | Hongaresos | 16.541   |
| Bratislava II              | 108.139  | Txecs      | 7.972    |
| Bratislava III             | 61.418   | Alemanys   | 1.200    |
| Bratislava IV              | 93.058   | Moravians  | 635      |
| Bratislava V               | 121.259  | Croats     | 614      |

Des de l'origen de la ciutat fins al segle xix, els alemanys ètnics van ser el grup dominant malgrat pertànyer al Regne d'Hongria, sota la Casa d'Habsburg. No obstant això, després del Compromís Austro-hongarès de 1867, es va donar un procés de magiarització amb un important augment de la presència hongaresa, i al final de la Primera Guerra Mundial Bratislava era una ciutat amb el mateix nombre aproximadament de parlants d'alemany que d'hongarès i amb els eslovacs com la major minoria. D'ençà que es va formar la República Txecoslovaca el 1918, Bratislava segueix sent una ciutat multiètnica, però amb una diferent evolució demogràfica. La proporció dels eslovacs i txecs va augmentar, mentre que la dels alemanys i hongaresos va caure. El 1938 el 59% de la població eren txecs o eslovacs, mentre que els alemanys representaven el 22% i els hongaresos el 13% de la població urbana. La creació de la Primera República Eslovaca el 1939 va portar altres canvis, en particular l'expulsió de molts txecs i jueus. El 1945, en acabar la Segona Guerra Mundial, la majoria dels alemanys van ser expulsats o, després que es restaurés Txecoslovàquia, desplaçats de la ciutat, juntament amb els hongaresos acusats de col·laboració amb el nazisme. La ciutat va perdre el seu caràcter multicultural. Centenars de ciutadans van ser expulsats durant el període comunista en la dècada de 1950, amb l'objectiu de substituir les persones "reaccionàries" per la classe proletària. Des de la dècada de 1950, els eslovacs han estat el grup ètnic dominant a la ciutat i actualment componen al voltant del 90% de la població de la ciutat.
Segons el cens de l'any 2001, la ciutat tenia 428.672 habitants (l'estimació per l'any 2005 és de 425.459). La densitat mitjana de població és de 1.157 hab/km². El districte més poblat és Bratislava V amb 121.259 habitants, seguit de Bratislava II amb 108.139, Bratislava IV amb 93.058, Bratislava III amb 61.418 i Bratislava I Amb 44.798. Els majors grups ètnics de l'any 2001 eren els eslovacs amb 391.767 habitants (91,37% de la població de la ciutat), seguits pels hongaresos amb 16.541 (3,84%) i els txecs amb 7.972 (1,86%). Altres grups ètnics són els alemanys (1.200, el 0,28%), els moravians (635, el 0,15%), els croats (614, el 0,14%), els rutens (461, el 0,11%), els ucraïnesos (452, el 0,11%), el poble gitano (417, el 0,08%) i els polonesos (339, el 0,08%).

### Població històrica
| Població de Bratislava |          |      |          |      |          |
| Any                    | Població | Any  | Població | Any  | Població |
| 1720                   | 11.000   | 1880 | 48.000   | 1950 | 184.400  |
| 1786                   | 31.700   | 1900 | 61.500   | 1961 | 241.800  |
| 1802                   | 29.600   | 1910 | 78.200   | 1970 | 291.100  |
| 1820                   | 34.400   | 1921 | 93.200   | 1980 | 380.300  |
| 1846                   | 40.200   | 1930 | 123.800  | 1991 | 442.197  |
| 1869                   | 46.500   | 1939 | 138.500  | 2001 | 428.672  |

| Godina             | 1994    | 2004    | 2014    | 2024    |
| ------------------ | ------- | ------- | ------- | ------- |
| Nombre de persones | 450.776 | 425.155 | 419.678 | 479.389 |
| Diferència         |         | −5,68%  | −1,28%  | +14,22% |

| Godina             | 2023    | 2024    |
| ------------------ | ------- | ------- |
| Nombre de persones | 478.040 | 479.389 |
| Diferència         |         | +0,28%  |

### Edat
Segons una estimació del 2005, l'edat mitjana a la ciutat era de 38,7 anys, distribuïda de la següent manera: 51.783 habitants de 0 a 14 anys, representant el 12,1%; 281.403 entre 15 i 59 anys, amb el 65,6%, i 92.273 dones majors de 55 anys i homes majors de 60 anys, amb el 21,5%.

### Religió
El cens de l'any 2001 va registrar 243.048 catòlics (56,7%), 125.729 ateus (29,3%), 24.810 luterans (6%), 3.163 catòlics grecs (0,7%), 1.918 calvinistes, 1.827 testimonis de Jehovà, 1.616 seguidors de l'Església Ortodoxa oriental, 737 protestants metodistes, 748 jueus i 613 baptistes.

## Economia

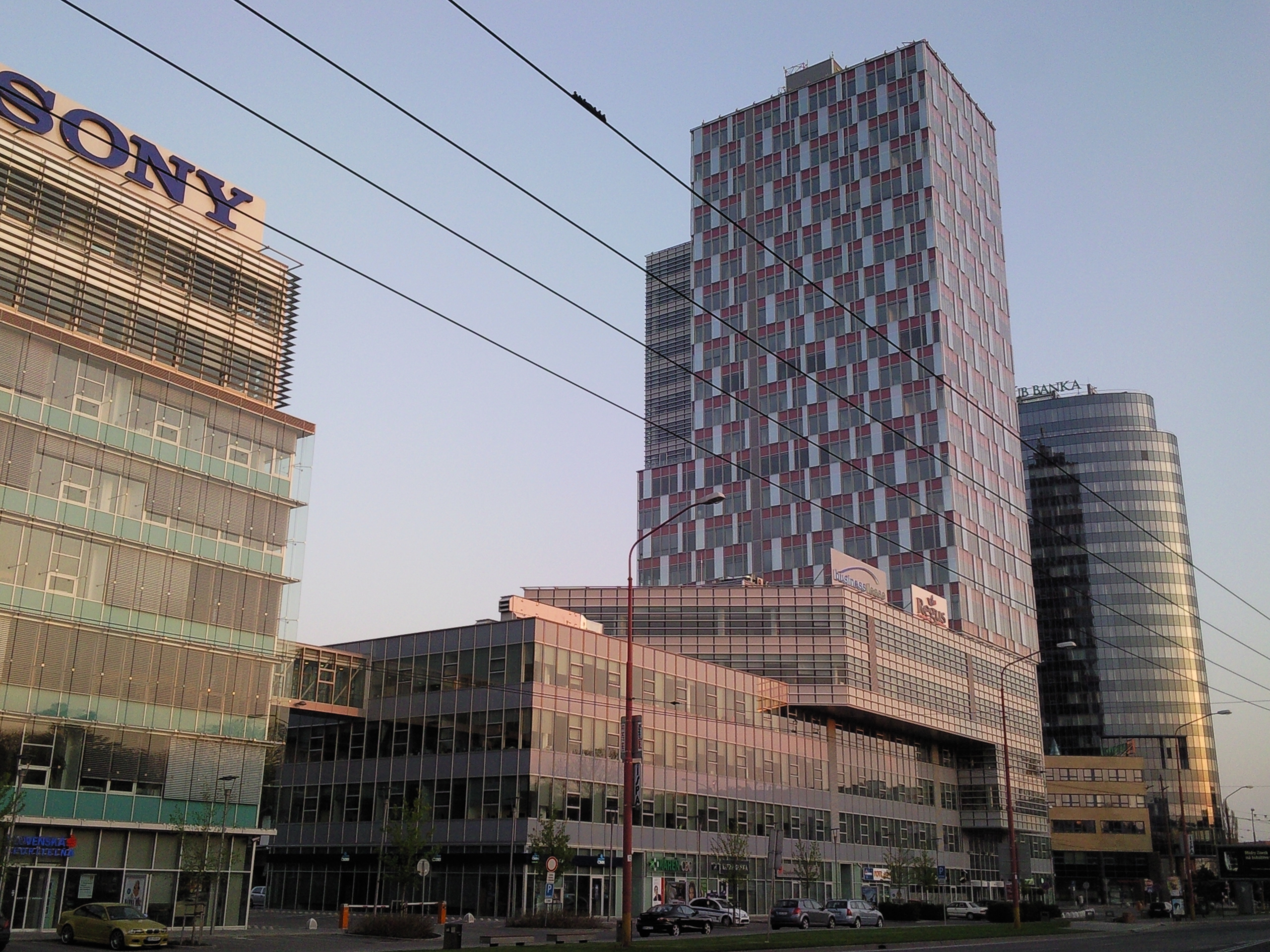
Gratacel a Nivy, un dels principals districtes financers de Bratislava.

La Regió de Bratislava és la regió d'Eslovàquia més rica econòmicament i més pròspera, malgrat ser la regió més petita i de tenir el segon nucli de població més petit de les vuit regions que componen Eslovàquia. Suposa el 26% del PIB eslovac. El PIB per capita, per un valor de 33.124€ (2005), suposa el 147,9% de la mitjana de la UE i és el segon nivell més alt (després de Praga) de totes les regions dels nous Estats membres de la UE.
Al desembre de 2007 la taxa de desocupació era de l'1,83%. Moltes institucions governamentals i empreses privades tenen la seva seu a Bratislava. Més del 75% de la població de Bratislava treballa en el sector serveis, principalment compost de comerç, la banca, les Tecnologies de la informació i la comunicació, les telecomunicacions i el turisme. La Borsa de Bratislava (BSSE), l'organitzador del mercat públic de valors, va ser fundada el 15 de març de 1991.
Des de 1991 el fabricant d'automòbils Volkswagen té una fàbrica a Bratislava, que s'ha expandit. Actualment, la seva producció se centra en el SUV, que representen el 68% de tota la producció. La Volkswagen Touareg es produeix a Bratislava, el Porsche Cayenne i l'Audi Q7 estan parcialment construïts allí.
En els últims anys, moltes companyies internacionals com IBM, Dell, Lenovo, AT&T, SAP, i Accenture, han construït centres de serveis a la ciutat o estan pensant fer-ho aviat. Els motius de l'entrada de les empreses multinacionals inclouen la proximitat a l'Europa occidental, mà d'obra qualificada i l'alta densitat de les universitats i centres de recerca.
Unes altres grans empreses i empresaris amb seu a Bratislava inclouen Slovak Telekom, Orange Slovensko, Slovenská sporiteľňa, Tatra banka, Doprastav, Hewlett-Packard Eslovàquia, Slovnaft, Henkel Slovensko, Slovenský plynárenský priemysel, Kraft Foods Eslovàquia, Whirlpool Eslovàquia, Železnice Slovenskej republiky, i Tesco Stores República Eslovaca.
El fort creixement de l'economia eslovaca en el 2000 ha conduït a un auge en la indústria de la construcció, i varis dels principals projectes s'han completat o estan prevists a Bratislava. Àrees que atreuen desenvolupadors inclouen la ribera del Danubi, on dos grans projectes ja estan en construcció: River Park En el nucli antic, i Eurovea a prop del Pont d'Apol·lo. Altres llocs en desenvolupament són les zones entorn de les principals estacions de tren i autobusos, entorn de l'antiga zona industrial a prop de la ciutat antiga i a la vila de Petržalka, Nové Mesto i Ružinov. S'espera que els inversors gastin 1,2 milions d'Euros en nous projectes per a l'any 2010. La ciutat té un pressupost equilibrat dels gairebé sis milions de Corones Eslovaques (182 milions d'euros, a partir de 2007), amb un cinquè destinat a la inversió. Bratislava posseeix accions de 17 empreses de forma directa, per exemple, de l'empresa de transport públic (Dopravný podnik Bratislava), l'empresa de recollida i eliminació de residus, i l'aigua d'utilitat. La ciutat també gestiona les organitzacions municipals, com la Policia de la Ciutat (Mestská polícia), Museu de la ciutat de Bratislava i el Jardí zoològic de Bratislava.

## Fills il·lustres
- Anton Zimmermann (1741-1781), compositor i mestre de capella.
- Ludwig Strauss (1835-1899), violinista i director d'orquestra.
- Philipp Lenard (1862-1947), físic, Premi Nobel de Física de l'any 1905.
- Alfred Tauber (1866-1942), matemàtic.
- Eugene von Szyll Taund (1856-[...?]), compositor musical.

## Ciutats agermanades
- Saràtov, Rússia
- Erevan, Armènia
- Viena, Àustria
- Veracruz, Mèxic
- Ruse, Bulgària
- Larnaka, Xipre
- Praga, República Txeca
- Alexandria, Egipte
- Turku, Finlàndia
- Bremen, Alemanya
- Ulm, Alemanya
- Tessalònica, Grècia
- Székesfehérvár, Hongria
- Perusa, Itàlia
- Rotterdam, Països Baixos
- Cracòvia, Polònia
- Ljubljana, Eslovènia
- Kíev, Ucraïna
- Cleveland, Estats Units